# Richard Ström
Knut Richard Ström, född 6 februari 1824 i Stockholm, död 28 april 1902 i Stockholm, var en svensk militär och ståthållare.

## Biografi
Richard Ström föddes 1824 på Djursborg. Han var son till Israel af Ström och Fredrika Elisaet Berndes. Ström blev 29 januari 1839 kadett vid Militärhögskolan Karlberg och utexaminerades 28 mars 1846. Han blev 1 april 1846 underlöjtnant vid Andra livgardet, 12 juni 1851 löjtnant vid Andra livgardet, 29 januari 1861 kapten och stabsadjutant vid Livgardesbrigaden. Ström blev 11 maj 1863 adjutant hos hertigen av Östergötland och utnämndes 28 juli 1863 till riddare av Dannebrogorden. Han utnämndes 24 september 1863 till riddare av Hertigliga Nassauiska Adolfs militär- och civilförtjänstorden, 25 juni 1865 till riddare av Sankt Olavs orden och blev 3 oktober 1865 major i armén. Ström tjänstgjorde som major vid krigsakademin 4 oktober 1865 och utnämndes 1866 till riddare av av Järnkroneorden. Han blev 31 januari 1868 suppleant i Krigshovrätten och utnämndes 29 juli 1869 till riddare av Svärdsorden. Ström blev 15 oktober 1871 ledamot av kommittén angående infanteriets utredning och 21 oktober 1872 adjutant hos Sveriges kung. Han utnämndes 22 juni 1874 till kommendör av första graden av Dannebrogorden, 21 september 1875 till riddare av första klassen av Waldeckska Militärförtjänstorden och blev 10 maj 1878 major vid regementet. Ström blev 7 maj 1880 överstelöjtnant vid regementet och 9 maj 1881 tillförordnad ståthållare på Drottningholms slott och Svartsjö slott. Han blev 19 maj 1882 överste i armén och tog avsked från regementet med tillstånd att kvarstå som överstelöjtnant i dess reserv. Ström blev 6 juni 1882 ordinarie ståthållare på Drottningholms slott och Svartjö slott och utnämndes 15 november 1883 till kommendör av Obefläckade avlelsens orden, november 1886 till Storkors av Preussiska Kronorden. Han tog 17 december 1886 avsked ur krigstjänsten och utnämndes 1 december 1887 till kommendör av första klassen av Vasaorden, 18 september 1895 till kommendör av andra klassen med kranschav Preussiska Kronorden, 18 september 1897  Konung Oscar II:s jubileumsminnestecken och 1897 till andra klassen  av Thailändska kronorden. Ström avled 1902 i Stockholm.

### Familj
Ström gifte sig 4 november 1865 i Stockholm med Eugenia Löwenskiold (född 1832), dotter till den norske överstekammarherren Severin Henrik Ernst Löwenskiold och Franciska Johanne Josefine Seckendorft-Aberdar. De fick tillsammans barnen Sofia Ström (1866–1928) som var gift med överstelöjtnanten Birger Sergel och majoren Oskar Ström (född 1867).